# 반전 이미지

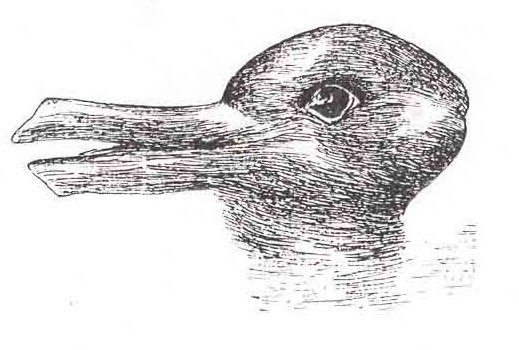
오리-토끼 착시(Rabbit–duck illusion) - 오리 또는 토끼?

애매성 이미지(Ambiguous images) 또는 반전 형상(reversible figures)은 두 개 이상의 별개 이미지 형식간에 시각적 시스템 해석의 그래픽 유사성 및 기타 속성을 활용하여 애매성과 모호성을 만드는 가역적인 시각적 형식이다. 이들은 둘다 안정적인 지각 현상을 유도하는 것으로 잘 알려져있다. 여러 이중 또는 삼중이상의 다중 이미지의 순차적인 인식은 안정적이지만 또한 동시에 여러 가지 이미지를 가역적, 반전적으로 제공할 수 있는 이미지를 형성한다.

## 반전 회전 영상
회전 무희 착시(Spinning dancer)나 마차 바퀴 현상(Wagon-wheel effect)처럼 착시 현상을 움직이는 영상에서도 보여주는 예가 잘 알려져있다.

## 예
| 500PX                                                     |
| 예시- 나의 아내 그리고 장모(My Wife and My Mother-in-Law) |

## 같이 보기
- 게슈탈트
- 전경-배경 착시(Figure-ground perception)